# Jogos das Ilhas
Os Jogos das Ilhas (no original Jeux des Îles) é uma competição realizada anualmente com a organização do COJI (Comité d'organisation des Jeux des Iles). A primeira edição desta competição ocorreu em 1997 em Córsega, na cidade de Ajaccio.
Em 2012 a prova realizou-se na Sardenha, na cidade de Cagliari, Itália.

## Modalidades
- Atletismo
- Futebol
- Ginástica artística
- Judo
- Karaté
- Natação
- Rugby
- Ténis
- Ténis de mesa
- Triatlo
- Vela
- Voleibol

## Participantes
Nesta competição participam jovens de várias ilhas europeias ou com forte ligação a este continente.
- Açores (Portugal)[1]
- Baleares (Espanha)
- Canárias (Espanha)
- Cabo Verde
- Chipre
- Corfu (Grécia)
- Córsega (França)[1]
- Creta (Grécia)
- Elba (Itália)
- Ilhas Faroe
- Gibraltar
- Groelândia
- Guadalupe
- Haiti
- Jersey
- Curzola (Croácia)
- Ilha da Madeira (Portugal)
- Malta
- Martinica
- Mayotte
- Polinésia Francesa
- Reunião (França)
- Sardegna (Itália)[1]
- Sicília (Itália)[1]
- Wight (Reino Unido)

Esta prova já decorreu por 4 ocasiões em Portugal em 2000 na Madeira e em 2003, 2010 e 2015 nos Açores.

## Edições
| Ano  | Edição | Sede              | Sede      |
| 1997 | I      |                   |           |
| 1997 | I      | Ajaccio           | Córsega   |
| 1998 | II     |                   |           |
| 1998 | II     | Ajaccio           | Córsega   |
| 1999 | III    |                   |           |
| 1999 | III    | Palermo           | Sicília   |
| 2000 | IV     |                   |           |
| 2000 | IV     | Funchal           | Madeira   |
| 2001 | V      |                   |           |
| 2001 | V      | Palma de Maiorca  | Baleares  |
| 2002 | VI     |                   |           |
| 2002 | VI     | Cagliari          | Sardenha  |
| 2003 | VII    |                   |           |
| 2003 | VII    | São Miguel        | Açores    |
| 2004 | VIII   |                   |           |
| 2004 | VIII   | Las Palmas        | Canárias  |
| 2005 | IX     |                   |           |
| 2005 | IX     | Heraclião         | Creta     |
| 2006 | X      |                   |           |
| 2006 | X      | Palermo           | Sicília   |
| 2007 | XI     |                   |           |
| 2007 | XI     | Ajaccio           | Córsega   |
| 2008 | XII    |                   |           |
| 2008 | XII    | Basse-Terre       | Guadalupe |
| 2009 | XIII   |                   |           |
| 2009 | XIII   | Palma de Maiorca  | Baleares  |
| 2010 | XIV    |                   |           |
| 2010 | XIV    | São Miguel        | Açores    |
| 2011 | XV     |                   |           |
| 2011 | XV     | Palermo           | Sicília   |
| 2012 | XVI    |                   |           |
| 2012 | XVI    | Cagliari          | Sardenha  |
| 2013 | XVII   |                   |           |
| 2013 | XVII   | Ajaccio           | Córsega   |
| 2014 | XVIII  |                   |           |
| 2014 | XVIII  | Ajaccio           | Córsega   |
| 2015 | XIX    |                   |           |
| 2015 | XIX    | Angra do Heroísmo | Açores    |
| 2016 | XX     |                   |           |
| 2016 | XX     | Palma de Maiorca  | Baleares  |
| 2017 | XXI    | Fort-de-France    | Martinica |
| 2018 | XXII   | Catânia           | Sicília   |
| 2019 | XXIII  | Ajaccio           | Córsega   |
| ---- | ------ | ----------------- | --------- |

## Ligações Externas
Jogos das ilhas 2020 (em espanhol)
Facebook Oficial